# Arthur Shattuck

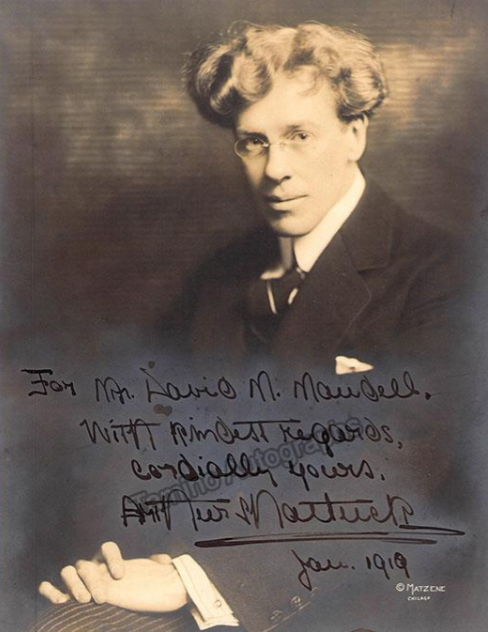

Arthur Truman Shattuck, född den 19 april 1881 i Neenah, Winnebago County, Wisconsin, död den 16 oktober 1951 i New York, var en amerikansk pianist.
Shattuck, som var elev till Theodor Leschetizky, var länge bosatt i Europa, där han genomförde många konsertresor, under vilka han bland annat gästade Köpenhamn. År 1915 återvände han till Förenta Staterna.